# Newburgh Heights
Newburgh Heights es una villa ubicada en el condado de Cuyahoga en el estado estadounidense de Ohio. En el Censo de 2010 tenía una población de 2167 habitantes y una densidad poblacional de 1.432,68 personas por km².

## Geografía
Newburgh Heights se encuentra ubicada en las coordenadas 41°27′4″N 81°39′47″O / 41.45111, -81.66306. Según la Oficina del Censo de los Estados Unidos, Newburgh Heights tiene una superficie total de 1.51 km², de la cual 1.51 km² corresponden a tierra firme y (0.17%) 0 km² es agua.

## Demografía
Según el censo de 2010, había 2167 personas residiendo en Newburgh Heights. La densidad de población era de 1.432,68 hab./km². De los 2167 habitantes, Newburgh Heights estaba compuesto por el 79.14% blancos, el 14.91% eran afroamericanos, el 0.14% eran amerindios, el 0.28% eran asiáticos, el 0.05% eran isleños del Pacífico, el 2.31% eran de otras razas y el 3.18% pertenecían a dos o más razas. Del total de la población el 5.45% eran hispanos o latinos de cualquier raza.